# حصن دربند

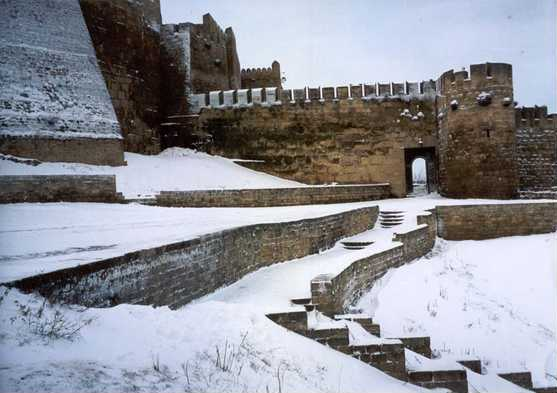

حصن دربند هو جزء من النظام الدفاعي (جدار القوقاز) في مدينة دربند بروسيا، الذي كان يحمي شعوب القوقاز وغرب آسيا من غزو البدو الرحل من الشمال، عابرًا جبال القوقاز على طول ساحل بحر قزوين. شمل النظام أسوار المدينة والقلعة (نارين-كالا) والجدران البحرية والجدار الجبلي لداغ-بار.

## أصل التسمية
تم إدراج كلمة «دار» (باب بالفارسية) في اسم المدينة بلغات العديد من الشعوب: أطلق عليها المؤرخون اليونانيون الممر الألباني (نسبة إلى ألبانيا القوقازية في القرنين الثالث والثاني قبل الميلاد)، أو بوابة الخزر من قبل الروم، أو باب الأبواب كما سماها العرب، أو البوابة الحديدية عند الأتراك، أو بوابة البحر عند الجورجيين. يظهر الاسم الحديث لمدينة «دربند» (ديربينت) في المصادر المكتوبة بدءًا من القرن السابع، ويعني «البوابة المقفلة» (حرفيًا «بوابة العقدة» باللغة الفارسية): «هدية» - بوابة، «عصابة» - اتصال، عقدة، إمساك). منذ زمن العرب، أطلق على الجدار الشمالي («جدار الكفار»)، حيث كان يتجه نحو الخزر.
سميت بعض المصادر «جدار الإسكندر الأكبر» بسبب الاعتقاد في الأسطورة أنه تم بناؤه بواسطة الفاتح العظيم، لكن الإسكندر المقدوني لم يكن أبدًا عند بوابة ديربنت.

## الوصف

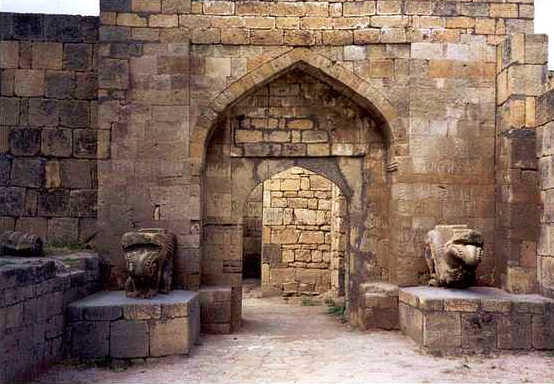
بوابة دربند.

يتكون الحصن التي يبلغ طولها 700 متر من الحجر الجيري العلوي السارماتيني مع تدعيم من الملاط. يتراوح ارتفاع الجدران المحفوظة بشكل غير متساو بين 6.5 إلى 20 مترًا، وتصل السماكة إلى 3.5 متر، وهذا هو السبب، وفقًا لشهادة سفير هولشتاين آدم أولياريوس: «يمكنك عبورها في عربة». تم سد المسار على طول الساحل من خلال جدارين متوازيين متاخمين للقلعة في الغرب تاركين البحر في الطرف الشرقي، مما يمنع القلعة من الالتفاف في المياه الضحلة مما يشكل مرفأ للسفن. في نهاية القرن السادس انخفض مستوى بحر قزوين، وهو ما يفسر استطالة الجدار في البحر. بين الجدران متباعدة عن بعضها البعض لمسافة 350-450 متر تقع مدينة دربند القديمة.
كان حصن دربند في الواقع جزءًا فقط من النظام الدفاعي، الذي تضمن أيضًا حصن داغ بار (حائط الجبل) القوي، والذي يسيطر على جميع الطرق الجبلية. كانت يتألف من جدران وأبراج وبوابات ومستوطنات تحميهم تقع في أماكن ذات أهمية إستراتيجية. ذهب داغ بار عاليا في الجبال على بعد 40 كم من تبساران، على الرغم من أن آدم أولريوس أدعى 60 ميلا (حوالي 100 كم). من الغرب، تقع جدران دربند بجوار قلعة نارين كالا. على الرغم من عمره، لعبت الحصن دورا دفاعيا حاسما لعدة قرون. قام المالكون الجدد بإعادة بنائه وتحديثه، ولهذا السبب اليوم، كما في الحلقات السنوية للشجرة، يمكن استخدام الهيكل لتتبع تاريخ دربند الكامل.

## التاريخ
يقود أول ذكر لبوابة الخزر إلى القرن السادس ق.م. إلى الجغرافي اليوناني الشهير هكتيوس الملطي. كما كتب هيرودوت عن هذه الأماكن فيما يتعلق بحملة السكيثيين في نهاية القرن الثامن - بداية السابع قبل الميلاد في آسيا، حيث غزوا «على الطريق العلوي، مع جبال القوقاز على يمينهم».
تم بناء الحصن المعروف في القرن السادس (بعد 562 عامًا)  بأمر من الحاكم الساساني كسرى الأول. ذكر موسى كالانكاتلي في القرن السابع الثمن الباهظ الذي دفعه سكان القوقاز المحليون في ذلك الوقت. سد جصن دربند ممرًا ضيقًا (3 كم) بين البحر والجبال، ولهذا السبب كانت أية عملية لتوسع من الدول المجاورة تبدأ بمحاولات للاستيلاء على المدينة والقلعة.
منذ 735، أصبحت دربند ونارين كالا المركز العسكري والإداري للخليفة المسلم في داغستان، وكذلك أكبر ميناء تجاري ومركز انتشار الإسلام على هذه الأراضي.
في القرن الرابع عشر، سقطت قلعة دربند دون مقاومة لتيموربنك، الذي انضم إلى المعركة ضد توختاميش.

نتيجة لحملة الخزر، صارت مدينة دربند جزءًا من الإمبراطورية الروسية. انتقل الإمبراطور بطرس الأكبر من المخبأ، وهو معلم سياحي محلي اليوم، إلى قصر الخان الذي أحضر إليه باي دربند مفاتيح المدينة على طبق من فضة مغطى بمقصب فارسي (مخزّن في كونست كاميرا بسانت بطرسبرغ) مع الكلمات: 
 «تلقت دربند أساسها من الإسكندر الأكبر، وبالتالي لا يوجد شيء أكثر عدلاً وعدالة من نقل المدينة التي أسسها الملك العظيم إلى سلطة ملك آخر، لا يقل عن ملكه عظمة.» 
 خلال الحرب الروسية الفارسية عام 1796، استعادت القوات الروسية السيطرة على ألحصن تحت قيادة الجنرال فاليريان زوبوف، الذي وضع مقر القيادة العامة في الحصن.
بعد تشكيل أوبلاست داغستان في عام 1860، انتقل المركز الإداري إلى تيمور خان شورا (الآن مدينة بويناكسك)، وبعد عام 1867 تمت إزالة حصن دربند. في عام 1870، أمر الجنرال كوماروف بهدم قسم بطول نصف كيلومتر تقريبًا، مما يسهل الاتصال بين القلعة وجزء المدينة الذي نما خلف الجدار الجنوبي.

## معرض الصور

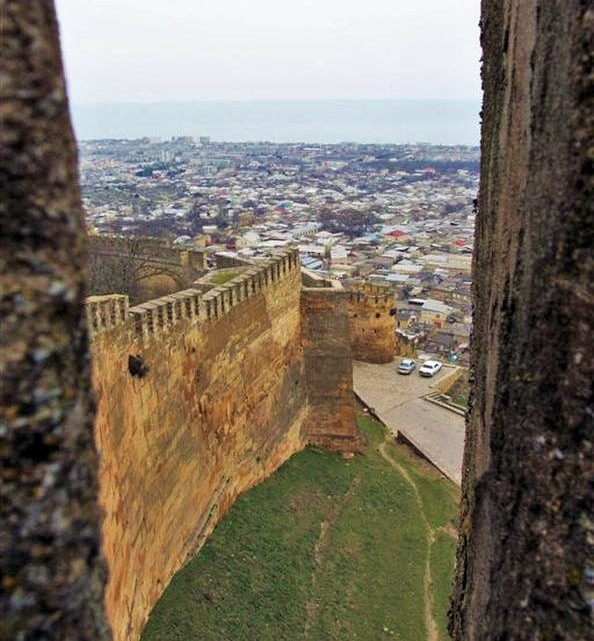
حائط دربند
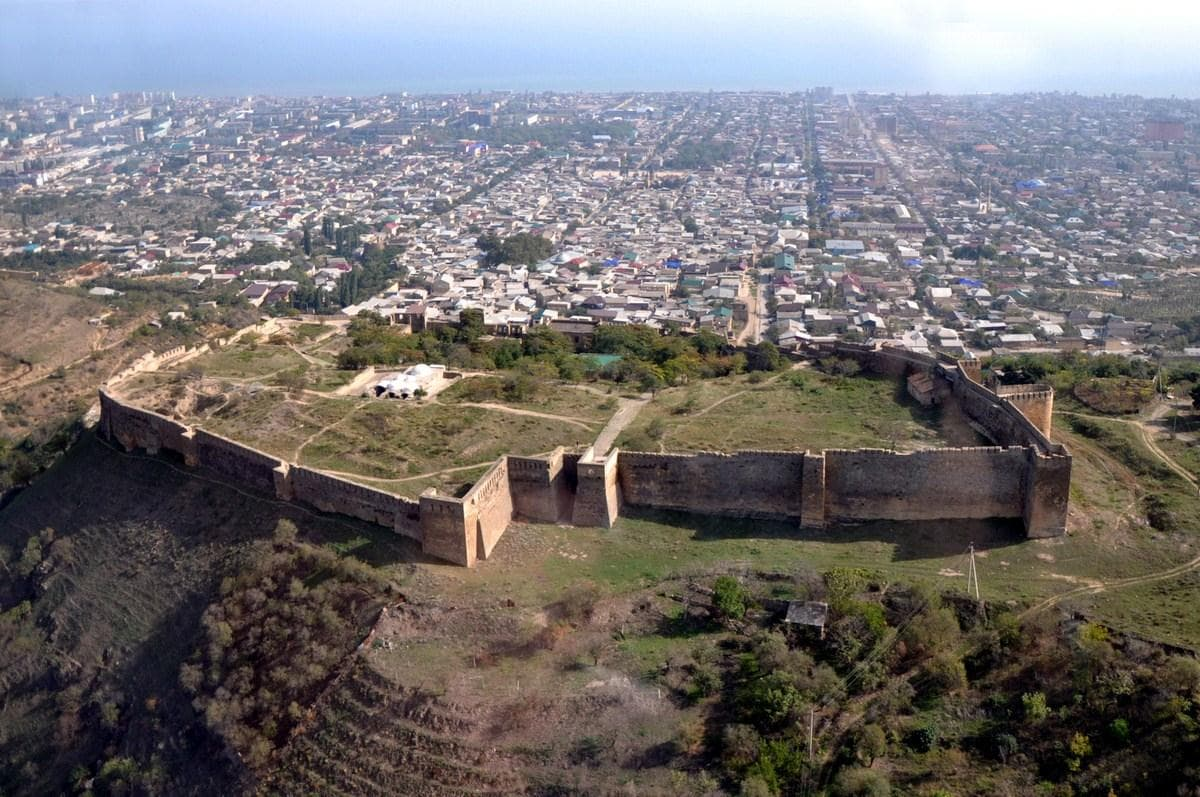
مشهد جوي لدربند
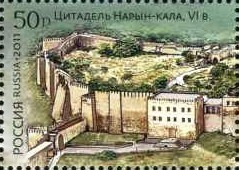
رسم لحصن دربند على طابع بريدي روسي

## قائمة المصادر
- قاХан-Магомедов Селим Омарович (2002). Дербендская крепость и Дагбары. М.{{استشهاد بكتاب}}:  صيانة الاستشهاد: مكان بدون ناشر (link)
- Керимов Абусауд Керимович (1994). Мой город Дербент. М.: Прозерпина. ص. 254.
- Кудрявцев А. А. (1982). Древний Дербент. Страницы истории нашей Родины. М.: Наука. ص. 176.
- Бестужев-Марлинский А. А. (2011). Письма из Дагестана (ط. монография). М.: Директ-Медия.

## لمزيد من الاطلاع
- "Древний Дербент" (PDF). Советская археология. 1946. مؤرشف من الأصل (PDF) في 2019-02-14.